# I cercatori di tracce
I cercatori di tracce (Ἰχνευταί in greco) è un dramma satiresco di Sofocle, di cui possediamo circa i tre quarti del testo, ma è andato perduto il finale. L'opera è conosciuta anche come I segugi o I satiri alla caccia.

## Trama
Il dio Apollo con un bando si rivolge agli dei e ai mortali: poiché le sue vacche sono state rubate, chiunque gliele riporterà e scoprirà il ladro, riceverà una lauta ricompensa. Sileno ed i satiri si fanno avanti, offrendosi di condurre a termine l'impresa. Il dio offre loro, oltre ad un gruzzolo di quattrini, anche la libertà per i satiri. Questi individuano subito alcune orme sul terreno e cominciano a seguirle, ma ad un certo punto le orme si confondono, si ingarbugliano e tornano indietro. I satiri restano incerti, quando all'improvviso si sente nell'aria un suono di cetra. Sileno, spaventato, si defila, mentre i satiri seguono il suono, arrivando davanti ad una grotta dove la ninfa Cillene, sia pure seccata per i modi bruschi e rumorosi dei satiri, li accoglie. Ella spiega la provenienza del misterioso suono: appena sei giorni prima è nato Ermes, figlio di Zeus e della Pleiade Maia, che in sei giorni è diventato grande e grosso, ed ha tratto da un animale morto uno strumento nuovo, che ora suona con grande gioia. I satiri a questo punto si convincono che Ermes sia anche il ladro delle vacche di Apollo, ma Cillene, indignata, respinge le accuse. Qui termina la parte del dramma a noi nota.
Grazie ai pochissimi frammenti rimasti della parte finale del dramma, e per analogia con l'Inno ad Ermes, si ritiene che la vicenda proseguisse all'incirca nel seguente modo: i satiri, forse insieme a Sileno, riuscivano a liberare le vacche (o comunque informavano Apollo della loro ubicazione), reclamando quindi la ricompensa. Il dio concedeva loro quanto promesso (denaro e libertà), trovando così anche l'occasione per una riconciliazione col fratello Ermes, sancita con il dono della cetra allo stesso Apollo.

## Commento

### L'opera
I drammi satireschi erano rappresentati alla fine di una trilogia di tragedie, per risollevare l’animo incupito degli spettatori, però non sappiamo a quali tragedie fossero collegati I cercatori di tracce. Ad eccezione del Ciclope di Euripide, che ci è pervenuto per intero, questo è l'unico dramma satiresco di cui possediamo una parte cospicua. Il testo dell'opera ci è noto per circa i tre quarti (sia pure con lacune), ma manca il finale. Non se ne conosce la data di rappresentazione, ma la maggior parte dei critici tende a collocarlo tra le opere giovanili sofoclee. Il dramma era andato perduto in tempi antichi, ma circa metà del testo venne ritrovata nel 1907, nei Papiri di Ossirinco 1174 e 2081. Modello di quest'opera è l'inno omerico dedicato ad Ermes, che racconta lo stesso episodio mitologico.

### Temi principali
Gli elementi più importanti che scaturiscono da quest'opera di Sofocle sono essenzialmente due: la musica ed un certo clima "animalesco". Quest'ultimo è peraltro legato alla natura stessa dei satiri, creature dalle fattezze ferine, assai ben disposte a lasciarsi andare agli istinti umani più animaleschi. Essi oltretutto in vari momenti del dramma assumono il comportamento e l'andatura dei segugi, come si evince in più punti del testo (è però improbabile che i coreuti fossero mascherati da cani anziché da satiri, come pure è stato ipotizzato). Il primo vero colpo di scena della storia, però, è dato dalla musica, con la lira fabbricata da Ermes bambino, ed il suo risuonare due (forse tre) volte, ogni volta con effetti inquietanti su Sileno ed i satiri. Lo strumento, peraltro, è qualcosa di stupefacente per i satiri, che non riescono a credere che un animale morto possa generare tali suoni. L'Inno ad Ermes si dilunga a raccontare la geniale intuizione e l'abile manualità del piccolo dio, che però scatena la furia di Apollo. La perdita del finale del dramma satiresco non ci consente infine di vedere come la musica permettesse anche ai due dei di ricomporre la lite, con la donazione della lira ad Apollo.